# Li Fengniang
Li Fengniang, född 1144, död 1200, var en kinesisk kejsarinna, gift med kejsar Song Guangzong. Hon beskrivs som Kinas de facto härskare under makens regeringstid, då han ska ha överlämnat statens affärer till henne. 

## Biografi
Li blev kronprinsessa när maken utsågs till tronföljare 1170. Hon beskrivs som intelligent och självständig, och ska snabbt ha dominerat sin make. Hon ska ha varit svartsjuk på makens konkubiner och även klagat över dem till sina svärföräldrar, något som gjorde henne illa omtyckt, då kvinnor enligt kinesisk kultur skulle finna sig i manlig polygami. 
Vid makens tronbestigning ska hon snabbt ha tagit kontrollen över regeringsarbetet. Enligt en traditionell förklaring berodde detta på att hon hade avrättat en av makens konkubiner, vilket gjorde honom så sjuk att han inte kunde fokusera på politiken. Det var på grund av henne som hennes svärmor ska ha tvingat fram hennes makes abdikation år 1194. 
Li behöll sin status som kejsarinna till en abdikerad kejsare men hölls då utanför politiken. Hon gjorde skandal då hon 1197 vägrade gå på sin svärmors begravning. 